# Essendon Football Club
Pour les articles homonymes, voir EFC et Bombers.
L'Essendon Football Club (EFC) est une équipe de football australien évoluant en AFL.
L'équipe est basé à Essendon, en banlieue nord de Melbourne.
Le club fut créé en 1871 et est surnommé The Bombers (les bombardiers) depuis les années 1940 à cause de la proximité du siège historique avec l'aérodrome militaire d'Essendon. Le maillot des Bombers est noir avec une bande rouge en travers du torse.
Essendon est avec Carlton le club le plus titré, avec 16 titres.
Champion AFL en : 1897, 1901, 1911, 1912, 1923, 1924, 1942, 1946, 1949, 1950, 1962, 1965, 1984, 1985, 1993, 2000.